# 文生·華德
文生·華德（Vincent Ward  ，1956年2月16日—）是新西兰电影导演、编剧和艺术家。他的电影在奥斯卡金像奖和戛纳电影节上都获得了国际认可。